# Pterygogramma dubium
Pterygogramma dubium är en stekelart som beskrevs av Girault 1912. Pterygogramma dubium ingår i släktet Pterygogramma och familjen hårstrimsteklar. Inga underarter finns listade i Catalogue of Life.